# 실린더 (엔진)
1. 흡인
2. 압축
3. 동력 공급
4. 배기

4행정(오토 사이클)

실린더(cylinder)는 왕복 기관이나 펌프의 핵심 동작 부분으로, 피스톤이 움직이는 공간이다. 다기통(멀티 실린더, multiple cylinder)은 일반적으로 뱅크나 실린더 블록(정교기계작업을 받기 전 일반적으로 알루미늄이나 주철로 주조됨) 안에 나란히 배치된다. 실린더는 슬리브(sleeve) 처리되거나 슬리브리스(sleeveless) 처리될 수 있다. 슬리브리스 엔진은 페어런트 보어 엔진(parent-bore engine)이라고도 부른다.

## 같이 보기
- 배기량
- 내연기관
- 증기기관